# Klucz Kominowy (Kol)

Klucz Kominowy (Kol) – polska jednostka lotnicza utworzona we Francji w maju 1940 w jako pododdział Polskich Sił Powietrznych.

## Formowanie i działania
Jednostka stacjonowała w Rennes. Po lotach próbnych na Morane’ach MS-230 klucz przezbrojony został w samoloty Dewoitine D-501. 18 maja francuski bombowiec podczas kołowania najechał na śpiącego na płycie lotniska kpr. Kędziorę. Do walk z niemieckimi samolotami nie dochodziło.13 czerwca ppor. Kolubiński z ppor. Hoydenem odprowadzili sprawne Dewoitine’y 501 do bazy w Clermont-Ferrand, a 16 czerwca zameldowali się do dyspozycji kpt. Waleriana Jasionowskiego. Wcześniej, bo już na początku maja, do Ośrodka Pomocniczego Diuardz odszedł ppor. Maliszewski.

## Żołnierze klucza
Piloci
- ppor. Antoni Kolubiński – dowódca
- ppor. Tadeusz Andersz,
- ppor. Tadeusz Hoyden
- kpr. Józef Kędziora.

od14 marca
- ppor. Eugeniusz Maliszewski